# Unione Terre Verdiane
L'Unione Terre Verdiane della Provincia di Parma è un ente locale sovracomunale. Riunisce otto amministrazioni locali (Comuni) che condividono lo stesso progetto amministrativo, sociale, culturale ed economico per lo sviluppo e il coordinamento del territorio.
Fanno parte dell'Unione Terre Verdiane i Comuni di: Busseto, Fidenza, Fontanellato, Fontevivo, Roccabianca, Salsomaggiore Terme, San Secondo Parmense, Soragna.

## Storia
L'Unione Terre Verdiane viene istituita ufficialmente il 20 febbraio 2006, l'inizio dell'attività amministrativa è fissato per il 1 d'aprile dello stesso anno. Il Comune di Salsomaggiore aderisce all'Unione il 28 febbraio 2007.

Il nome dell'Unione si riferisce alla figura di Giuseppe Verdi, nato a Roncole di Busseto e legato alla storia di questi luoghi. 

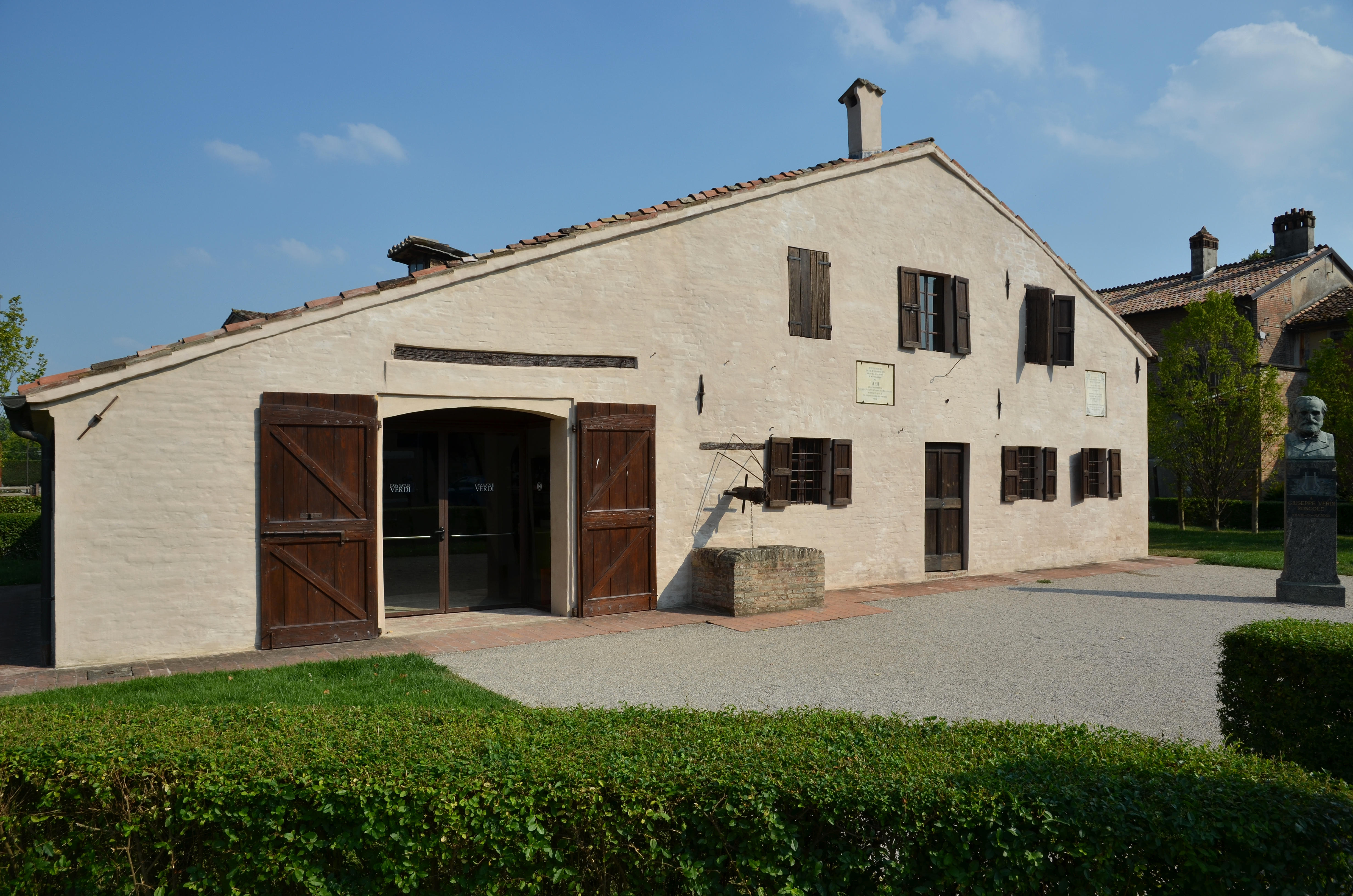
Casa natale di Giuseppe Verdi a Roncole

## Territorio
L'ambito territoriale dell'Unione Terre Verdiane coincide con quello dei Comuni aderenti. Per una superficie totale di oltre 450 chilometri quadrati.
La popolazione si stima intorno agli 80.000 abitanti.

## Servizi
Nei comuni dell'Unione è attivo il servizio specifico di Polizia Locale del Corpo Unico dell'Unione Terre Verdiane.

## Turismo
I Comuni dell'Unione Terre Verdiane hanno un rilievo storico, culturale e turistico. Fontanellato, Busseto, Roccabianca, Soragna e San Secondo sono la sede di altrettante rocche medievali in ottimo stato di conservazione, aperte al pubblico e parte dell'Associazione dei Castelli del Ducato di Parma, Piacenza e Pontremoli. Busseto oltre alla casa natale di Giuseppe Verdi ospita il prestigioso Teatro e il Museo a lui dedicati. Fontevivo si sviluppa intorno ad un'abbazia cistercense fondata nel 1142. Salsomaggiore è rinomata per le sue acque, per le strutture termali e per gli edifici in stile Liberty. Fidenza è una tappa importante sulla Via Francigena, meta di passaggio dei pellegrini sulla strada verso Roma.
Il territorio dell'Unione è anche il luogo di origine prodotti enogastronomici apprezzati e diffusi in tutto il mondo come il parmigiano e pregiati insaccati di maiale come il culatello.